# Pseudohysiella inermis
Pseudohysiella inermis är en insektsart som först beskrevs av Karsch 1896.  Pseudohysiella inermis ingår i släktet Pseudohysiella och familjen gräshoppor. Inga underarter finns listade i Catalogue of Life.